# Keleti kakukk
A keleti kakukk (Cuculus saturatus) a madarak osztályának kakukkalakúak (Cuculiformes) rendjébe, ezen belül a kakukkfélék (Cuculidae) családjába tartozó faj.

## Rendszerezése
A fajt Edward Blyth angol zoológus írta le 1843-ban.

## Előfordulása
Az Amerikai Egyesült Államok, Ausztrália, Dél-Korea, Észak-Korea, Finnország, a Fülöp-szigetek,  Indonézia, Japán, Laosz, Kambodzsa, Kína, Kirgizisztán, Malajzia, Mikronézia, Mongólia, Mianmar, Új-Zéland, Palau, Pápua Új-Guinea, Oroszország, a Salamon-szigetek, Tajvan, Tádzsikisztán, Thaiföld és Vietnám területén honos. 
Természetes élőhelyei a tűlevelű erdők, mérsékelt övi erdők és cserjések, szubtrópusi és trópusi hegyi esőerdők. Vonuló faj.

## Megjelenése
Testhossza 29 centiméter.
|  |

## Természetvédelmi helyzete
Az elterjedési területe rendkívül nagy, egyedszáma pedig stabil. A Természetvédelmi Világszövetség Vörös listáján nem fenyegetett fajként szerepel.